# Berthe Morisot
Berthe Marie Pauline Morisot (Bourges, 14 gennaio 1841 – Parigi, 2 marzo 1895) è stata una pittrice impressionista francese, conosciuta per essere stata una dei fondatori del movimento.

## Biografia
Era la terzogenita di Edmé Tiburce Morisot, Prefetto di Cher, che aveva studiato architettura all' École des Beaux Arts, e di Marie-Joséphine-Cornélie Thomas, pronipote di Jean-Honoré Fragonard. Aveva un fratello ed una sorella maggiori, Yves (1838–1893) ed Edma (1839–1921), anch'essa pittrice, ed un fratello minore, Tiburce, nato nel 1848.

### Giovinezza
Nel 1851 la famiglia Morisot si trasferì a Passy, nei pressi di Parigi, città che in quel momento era veramente un grande centro artistico. L'atmosfera satura di cultura, di arte e di lusso costituivano un ambiente quasi unico in Europa, che certamente contribuì ad accendere nella giovane Berthe un grande interesse per la pittura. Importante fu anche l'influenza dei genitori, i quali avevano aperto la propria casa parigina ad artisti ed intellettuali. 
Per la Morisot, tuttavia, l'Accademia era inaccessibile, perché l'École des beaux-arts avrebbe aperto le proprie porte alle donne solo nel 1897. Per questo motivo, dopo aver appreso i rudimenti della pittura dai genitori, la Morisot ebbe modo di coltivare il suo talento sotto la guida prima del neoclassicista Geoffrey-Alphonse Chócarne, e poi di Joseph Guichard, un ex allievo di Ingres poi convertitosi alla maniera romantica di Eugène Delacroix. La sua passione per le belle arti in questo modo crebbe costantemente, anche grazie al Guichard, il quale introdusse la giovane allieva all'esercizio della pittura soprattutto attraverso la copia dei dipinti dei grandi maestri. Nel corso del discepolato con il Guichard, in effetti, la Morisot visitò il Louvre innumerevoli volte, e attraverso lo studio delle tele di Raffaello Sanzio e Rubens coltivò orgogliosa il suo talento artistico.

### L'astro impressionista
Nel frattempo, tuttavia, Berthe iniziò a provare una grande insofferenza per i convenzionalismi accademici. Accortosene, Guichard la presentò ad Achille Oudinot, pittore ben inserito nel circolo dei pittori di Barbizon, il quale a sua volta la allocò nel prestigioso atelier di Jean-Baptiste Camille Corot, il quale spinse la sua nuova allieva a dipingere en plein air, a diretto contatto con la natura. Berthe poté mettere a frutto le proprie ricerche sulla luce e sui colori anche in un atelier che il padre fece costruire appositamente nel giardino di casa, per lei e per le sorelle, anch'esse aspiranti pittrici. Nel frattempo la sorella Edma, con la quale Berthe aveva un rapporto quasi simbiotico, convolò a nozze con un ufficiale della Marina. «Sono molto triste, mi stanno abbandonando tutti, mi sento delusa, sola e vecchia»: furono questi i sentimenti che vorticavano nell'animo solo e sconsolato della Morisot che, per colmare questo vuoto, si avvicinò ai colleghi pittori Puvis de Chavannes, Degas e Fantin-Latour.
Fu tuttavia con Édouard Manet che la Morisot instaurò un rapporto più che speciale. Nel 1868 lei era al Louvre con la sorella Edma, intenta a copiare Lo scambio di Principesse di Rubens, e accidentalmente si imbatté in Fantin-Latour, suo amico intimo, il quale a sua volta stava passeggiando per la galleria in compagnia di Manet. Per tramite di Fantin-Latour i due si conobbero, e tra di loro si stabilì immediatamente una complicità nutrita da stima, amicizia e da un certo sentimento. «Trovo in lui una personalità affascinante che mi piace infinitamente», arrivò a confidare Berthe a una delle sorelle, mentre Manet rimase letteralmente folgorato da quella «ragazza riservata e che parlava a voce bassa, sottile come un giunco, occhi neri e profondi, che amava vestirsi di nero e all'ultima moda e leggere romanzi in voga». Manet, tuttavia, era un uomo sposato, e la presunta storia d'amore tra la Morisot e il pittore non è mai stata accertata, nonostante l'insistenza dei pettegolezzi e delle speculazioni. Se mai esistette, la loro vicenda amorosa fu filtrata e sublimata dall'arte, tanto che la Morisot divenne la modella d'elezione del Manet che, in pochi anni, la ritrasse in ben undici tele, come Il balcone, Berthe Morisot con il ventaglio e Berthe Morisot con un mazzo di violette.

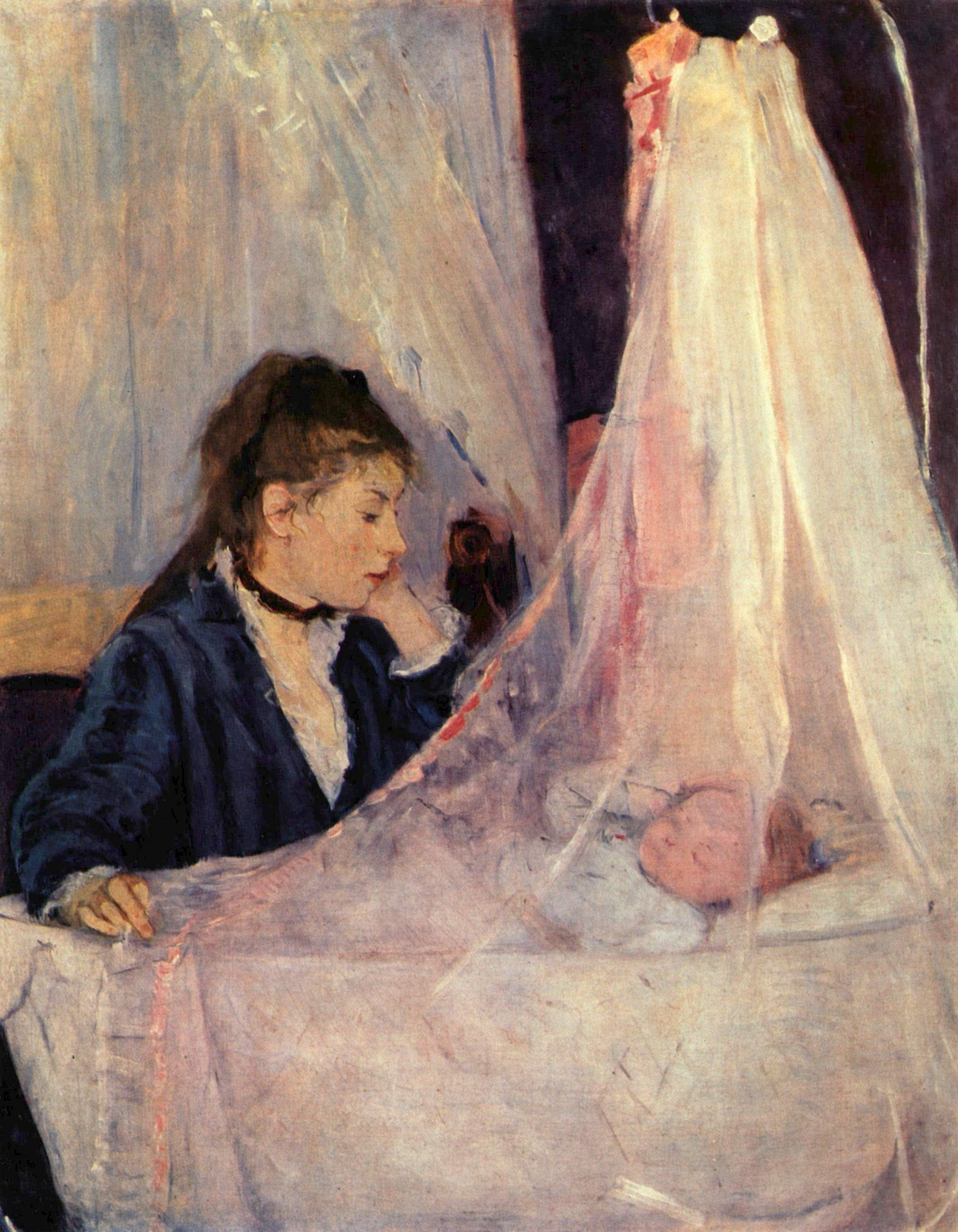
Berthe Morisot, La culla (1872); olio su tela, 56×46 cm, museo d'Orsay

L'amicizia con Manet fu molto stimolante per la Morisot, che nel 1874 ne divenne persino la cognata, sposando il fratello Eugène. Fu un matrimonio assai felice:
Grazie al benefico influsso di Édouard, Berthe approdò definitivamente alla poetica impressionista, che colse in quadri come Veduta di Parigi dal Trocadero e, soprattutto, La culla, forse la sua tela più celebre. Particolarmente importante, in tal senso, è il 1873, quando si associò al nascente movimento impressionista, fondando con Monet, Pissarro, Sisley, Degas, Renoir e altri artisti meno conosciuti, la «Società anonima degli artisti, pittori, scultori, incisori, ecc». Con loro la Morisot nel 1874 allestì una mostra alternativa nello studio del fotografo Nadar, e vi espose in veste di unica donna partecipante ben nove opere, tra acquerelli, pastelli e olii. Pur suscitando lo sdegno degli accademici (indignatissimo fu il vecchio maestro Guichard), i suoi dipinti non mancarono di essere apprezzati per la loro delicata vena poetica, tanto che Berthe partecipò assiduamente a tutte le mostre degli Impressionisti, fatta eccezione per quella del 1879 (l'anno prima le era nata sua figlia Julie). Fu questo un avvenimento che rallegrò moltissimo l'animo di Berthe che, per dedicarsi alla piccola («una Manet fino alla punta delle dita, e assomiglia già ai suoi zii»), arrivò persino a rinunciare momentaneamente alla propria vita sociale e all'amata attività pittorica. Col tempo, in ogni caso, Berthe divenne una delle personalità di spicco del gruppo impressionista e la sua casa, divenuta di colpo vuota con la morte del marito Eugène, si trasformò in un rinomato luogo di ritrovo per musicisti, pittori e letterati, frequentato anche da Stéphane Mallarmé, Émile Zola e Pierre-Auguste Renoir.

### Morte
Nel febbraio del 1895 Berthe si ammalò. Inizialmente non era in condizioni gravi, ma il sopravvenire di una polmonite provocò il peggioramento del quadro clinico. Fece appena in tempo ad affidare la figlia Julie a Mallarmé e a regalare gran parte dei suoi lavori agli amici più cari, per poi morire di colpo il 2 marzo dello stesso anno, a soli cinquantaquattro anni. Fu sepolta nella tomba della famiglia Manet, nel cimitero di Passy. La sua lapide reca una sola scritta, «Berthe Morisot, vedova di Eugène Manet», senza alcun accenno alla sua feconda carriera di artista; del resto, anche il suo certificato di morte reca la dicitura «senza professione». Nel primo anniversario della sua scomparsa la galleria Durand-Ruel organizzò una retrospettiva con 394 tele, disegni e acquerelli, così da rendere omaggio alla stimata e talentuosa defunta.

## Stile

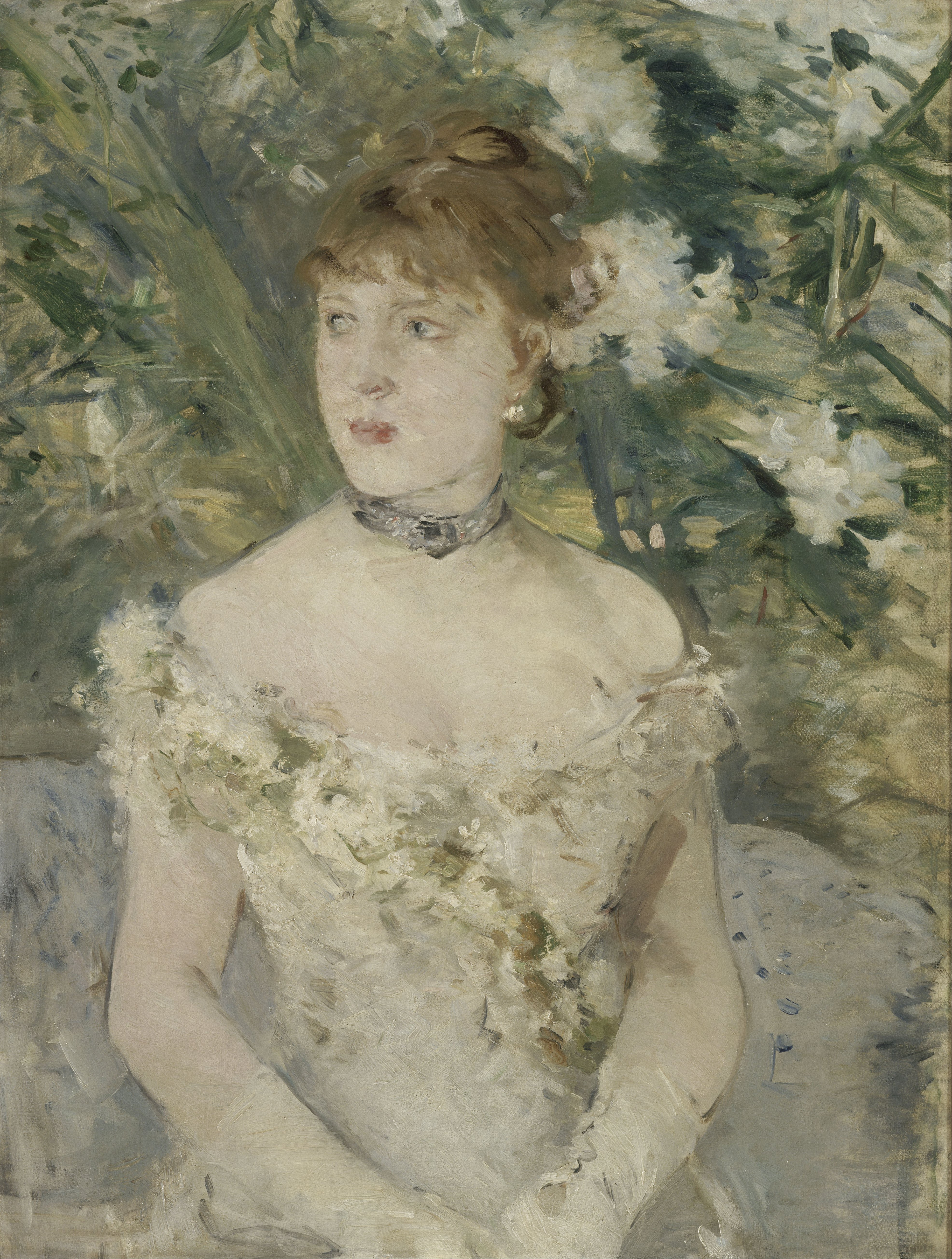
Berthe Morisot, Giovane donna in tenuta da ballo (1879); olio su tela, 71×54 cm, museo d'Orsay, Parigi

Berthe Morisot è stata una delle interpreti più significative, fantasiose e vivaci del movimento impressionista. È importante notare inoltre come la Morisot, insieme a Mary Cassat, Eva Gonzalès e Marie Bracquemond, sia stata una delle poche pittrici impressioniste. Ciò acquista ancora maggiore rilevanza in considerazione del fatto che le donne ricoprivano un ruolo subalterno nella società dell'epoca, tanto che la pittura era considerata una pratica esclusivamente maschile: basti per tutti l'esempio della École des Beaux-Arts di Parigi, che negò il diritto di istruzione alle donne fino al 1897. Per emergere in un ambiente così fortemente ostile, dunque, le donne oltre a un indubbio talento artistico dovevano possedere anche una forte personalità. Berthe Morisot si segnalò brillantemente e, nonostante la società del tempo faticasse ad accettare l'emancipazione femminile, divenne in poco tempo un modello d'indipendenza, di tenacia e di talento anche per i colleghi maschi:
(George Moore)
Gli esordi della Morisot risentono grandemente dell'influenza del maestro Corot, dal quale derivò un sincero amore per la pittura all'aria aperta, a diretto contatto con la natura, e uno stile molto libero e prensile ai valori luminosi. Furono dati stilistici fondamentali che agevolarono il suo successivo approdo alla pittura impressionista, alla quale si accostò grazie alla conoscenza di Édouard Manet, il cui esempio fu di grandissima importanza per la pittrice (anche se è lecito parlare di una reciproca influenza). In questo modo Berthe ruppe con gli schemi troppo rigidi e si indirizzò verso una pittura più ariosa, intrisa di luce e piena di fragranza e lievità. Il suo tratto divenne più sciolto e sfumato, dando un'impressione di immediatezza e di spontaneità: «Nessuno rappresenta l’impressionismo con un talento più raffinato e con maggiore autorità» asseriva estasiato Gustave Geoffrey nel 1881.
Dal punto di vista tematico la Morisot si cimentò in marine, paesaggi, ritratti en plein air e numerosi altri generi. Non bisogna dimenticare, tuttavia, che molti ritenevano disdicevole per una donna la professione di pittrice: anche la sua arte risentì di questi pregiudizi, che le diedero grandissime difficoltà a dipingere all'aperto o in luoghi pubblici e la resero pertanto indifferente ed estranea alle questioni sociali che agitavano la vita parigina in quei decenni. Per questo motivo la Morisot maturò una predilezione per il mondo femminile e, soprattutto, domestico, compiacendosi «di rappresentare i particolari delle vesti femminili, la biancheria fine, le stoffe morbide che dipinge con tocco abile e leggero» (Pierre Lavedan). Berthe diede infatti i risultati più alti dipingendo interni e scene casalinghe, con donne eleganti della media e alta borghesia ritratte in casa o in giardino, in varie ore della giornata. Ricorrendo frequentemente ai tagli fotografici, così come faceva Degas, la Morisot licenziò quadri sereni e profondi raffiguranti per lo più donne colte nell'intimità dell'ambiente domestico: una straripante fonte d'ispirazione, in tal senso, fu la sua famiglia, dal cui microcosmo attinse numerosissime volte, dai ritratti della sorella e della madre (La culla, La lettura) alle immagini della figlioletta Julie. Nonostante le sue immagini restituiscano in genere una sensazione radiosa, Berthe non fu mai però un'artista superficiale: un dato costante della sua arte è infatti l'analisi interiore dei personaggi, condotta con grande penetrazione psicologica, probabilmente influenzata in questo dall'amicizia con molti letterati, in particolare Stéphane Mallarmé.

## Opere principali
- Le Port à Lorient, National Gallery of Art, Washington, DC (1869)
- La culla, Musée d'Orsay, Parigi  (1872)
- Jeune femme de dos à sa toilette, Art Institute of Chicago  (1875)
- Au bal, Musée Marmottan, Parigi (1875)
- L'Été, Musée Fabre, Montpellier (1878)
- Jour d'été, National Gallery, Londra (1879)
- Giovane donna in tenuta da ballo, Musée d'Orsay, Parigi (1879)
- Dans le jardin à Maurecourt, Museo delle Arti, Toledo (1883)
- La Leçon de couture, Minneapolis Institute of Arts (1885)

## Omaggi
- Nel 2024, in occasione dei 150 anni della nascita dell'Impressionismo, in Italia alla figura di Berthe Morisot sono state dedicate due mostre monografiche: la prima si è aperta al Palazzo Ducale di Genova dal titolo "Impression, Morisot"[12], la seconda alla Galleria di arte moderna di Torino (Gam) dal titolo "Berthe Morisot. Pittrice impressionista"[13]

## Riconoscimenti
- Le è stato dedicato un asteroide, 6935 Morisot.[14]

## Nella cultura di massa
- Alla figura di Berthe Morisot è stata dedicata anche una importante pubblicistica che spazia dai saggi ai romanzi fino ai racconti per ragazzi. Fra i tanti titoli segnaliamo, in lingua italiana, "Morisot" di Maria Teresa Benedetti e Giulia Perin (Giunti Editore, 2021), "Le impressioni di Berthe" di Stella Stollo (Graphofeel, 2018), il romanzo biografico "Berthe Morisot, le luci, gli abissi" di Adriana Assini (Scrittura & Scritture, 2021) e la graphic novel per ragazzi "Berthe Morisot. Pittrice a tutti i costi" di Maria Cristina Bulgheri (Paesi Edizioni, 2024)[15]
- Nel 2013 Caroline Champetier ha realizzato un film sull'incontro tra Berthe Morisot e Édouard Manet con Marine Delterme nel ruolo principale femminile.